# Saint-Christoly-Médoc
Saint-Christoly-Médoc är en kommun i departementet Gironde i regionen Nouvelle-Aquitaine i sydvästra Frankrike. Kommunen ligger i kantonen Lesparre-Médoc som tillhör arrondissementet Lesparre-Médoc. År 2022 hade Saint-Christoly-Médoc 286 invånare.

## Befolkningsutveckling
Antalet invånare i kommunen Saint-Christoly-Médoc
Referens:INSEE